# Lago Figuibine
El lago Figuibine o Faguibine (en inglés) es un lago situado en la región de Tombuctú, al norte de la parte central de Malí, y forma parte del delta interior del Níger, en el borde sur del desierto del Sahara, a 80 km al oeste de la ciudad de Tombuctú y a 75 km al norte del río Níger, al cual está conectado por un sistema de pequeños lagos y canales. En los años en que la crecida del río Níger es suficiente, el agua fluye desde el río al lago. Desde la sequía del Sahel de años 1970 y 1980, el lago ha estado casi siempre seco. El agua raramente alcanza el lago, y cuando lo hace solo se llena parcialmente. Esto ha causado un colapso parcial del ecosistema. En años buenos, el agua se expande cerca de 80 km o más desde el río Níger hacia el norte.

## El sistema Figuibine
El sistema Faguibine reúne cinco lagos (o depresiones en este caso) interconectados alimentados por dos efluentes (aquí brazos de río) del río Níger entre las ciudades de Diré y Tombuctú. El efluente de Kondi, tiene una longitud de 64 km y el efluente de Tassakane, de 104 km. Los dos se fusionan en el lago Télé para formar el efluente de Goundam.
Los cinco lagos (Télé, Takara, Gouber, Kamango y Figuibine) cubren una superficie de 8060 km².
El lago Faguibine forma un cordón de tres lagos naturales que se benefician de la crecida del Farabango, un brazo del río Níger que se forma en época de lluvias y alimenta el lago Télé, que a su vez se desborda en el lago Takara. Este lago llena el lago Faguibine mediante un sistema de vasos comunicantes. En épocas buenas el lago Faguibine ocupa un espacio acuático de 504–590 km². Entonces, los agricultores de los alrededores cultivan sorgo, maíz, boniato, patata, cacahuete y verduras a medida que el agua se retira.

### La crecida anual del río Níger
La inundación del delta interior del río Níger y el sistema Figuibine de cinco lagos situados al norte del río y en pleno desierto (menos de 200 mm anuales de precipitación), depende de la altura de la crecida anual del río como resultado de las abundantes lluvias en Guinea y en la cuenca de su tributario, el río Bani, tanto en Costa de Marfil como en el sudoeste de Malí. En todas estas áreas, el pico de la lluvia es en agosto. La cantidad de lluvia y por tanto la altura de la crecida, varía de año en año. En años buenos, como entre 1924 y 1930 y entre 1951 y 1955, los lagos se llenan completamente. En años con poca lluvia, se secan completamente. En el siglo XX, esto ha sucedido en 1914, 1924 y 1944 y ocurre con frecuencia desde la severa sequía que empezó a finales de los años 1970. Los bajos niveles del agua se han visto exacerbados por la construcción de embalses en el río Níger o sus tributarios que retienen la crecida y atenúan al máximo la avenida del agua. De las presas existentes, la más significativa es la de Selingué, en el río Sankarani, cerca de la frontera con Guinea, en Malí, que da lugar al lago de Sélingué, que almacena 2,2 km³ de agua. Hay planes de construir una nueva presa, el embalse de Fomi, en el río Niandan, tributario del Níger en Guinea que almacenaría tres veces más agua.
Los planes de mejorar la conexión entre el río Níger y el lago Figuibine, cortando alguno de los meandros del canal de Kondi fueron interrumpidos por la rebelión tuareg de 1990-1996. Durante la década de 1980, la escasez de agua ya generó una intensa competición por el agua y la población local obstruyó la libre circulación del agua instalando trampas para peces.
En 2006, el gobierno de Malí creó la "Office pour la Mise en Valeur du système Faguibine" (OMVF) (Oficina para la recuperación del sistema Faguibine) para mantener los canales y estabilizar las dunas de arena con la plantación de Euphorbia balsamifera y eucaliptos. Debido a la sequía de los años 1970, la arena había invadido los canales.